# Kivusjön
Kivusjön tillhör Stora sjöarna i Afrika. Sjön ligger på gränsen mellan Kongo-Kinshasa och Rwanda. Vid sjöns södra ände ligger Bukavu i Demokratiska republiken Kongo och Cyangugu i Rwanda. Sjön mynnar ut i floden Ruzizi som leder vidare till Tanganyikasjön. I samband med folkmordet i Rwanda 1994 dumpades många lik i sjön. Sjön betraktas som meromiktisk och är även en av tre kända exploderande sjöar, på grund av de stora mängderna metan. Undersökningar har indikerat att sjön tidigare exploderat ungefär en gång per millennium och att varje explosion medfört omfattande miljöförstöring och reduktion av den biologiska mångfalden. 

## Geografi
Sjön täcker en yta på 2 700 km² och ligger på en höjd på 1 460 meter över havet. Den första europé som besökte sjön var tysken Gustav Adolf von Götzen år 1894. Sjön ligger i ett vulkanområde som än idag är aktivt.
Runt sjön ligger städer som Bukavu, Kabare, Kalehe, Sake och Goma (Kongo) samt Gisenyi, Kibuye och Cyangugu.

## Källor

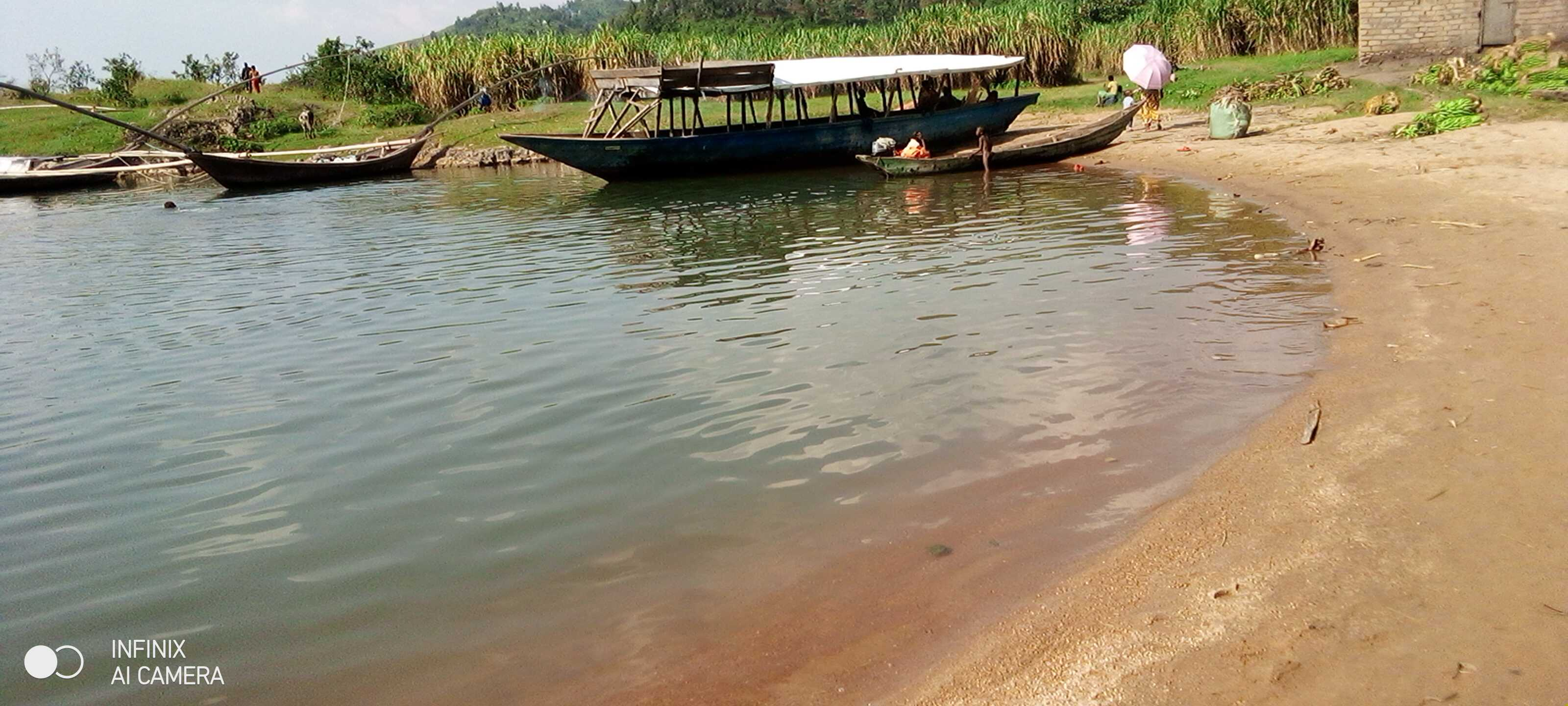
Kivusjön